# Jesse Metcalfe
Jesse Eden Metcalfe, bardziej znany jako Jesse Metcalfe (ur. 9 grudnia 1978 w Carmel Valley Village) – amerykański aktor i muzyk.
Odtwórca roli nastoletniego ogrodnika Johna Rowlanda w serialu ABC Gotowe na wszystko (Desperate Housewives, 2004–2006), za którą został uhonorowany nagrodami – Gildii Aktorów Ekranowych i Teen Choice Awards.

## Życiorys

### Wczesne lata
Urodził się w Carmel Valley Village w Kalifornii jako syn Nancy (z domu DeMaio) i Jeffreya Metcalfe’a. Ze strony ojca ma pochodzenie portugalskie i francuskie, a ze strony matki włosko–francuskie. Dorastał w Waterford w Connecticut. Jego pasją stała się gra w koszykówkę. Ukończył The Williams School w New London i Tisch School of the Arts przy Uniwersytecie Nowego Jorku, gdzie występował w studenckich etiudach filmowych Jezus i Tequila (Jesus and Tequila) i Fasmogoria (Phasmogoria). Dorabiał jako model dla magazynu „Seventeen” i „YM”. W 1999 przerwał studia na Uniwersytecie Nowojorskim i przeniósł się do Los Angeles.

### Kariera
W 1999 wygrał casting i został zaangażowany do opery mydlanej NBC Passions, gdzie od 5 lipca 1999 do 29 grudnia 2004 grał rolę Miguela Lopeza–Fitzgeralda, za którą w 2000 był nominowany do nagrody tygodnika „Soap Opera Digest”. 29 listopada 2004 zajął pierwsze miejsce na liście „10 najgorętszych mężczyzn w telewizji” wybranych przez czytelników magazynu „Us Weekly”. 
Wystąpił w teledysku grupy 3 Doors Down do piosenki pt. „Let Me Go” (2005) jako uczeń szkoły średniej i wideoklipie Matta Willisa do piosenki pt. „Hey Kid” (2006). W komedii John Tucker musi odejść (John Tucker Must Die, 2006) został obsadzony w roli gwiazdora koszykówki i nastoletniego kobieciarza Johna Tuckera. 
Od 13 czerwca 2012 do 22 września 2014 grał postać Christophera Ewinga, adoptowanego syna Bobby’ego (Patrick Duffy) i Pameli Barnes Ewing (Victoria Principal) w operze mydlanej CBS Dallas.
W październiku 2015 trafił na okładkę magazynu „Reflex Homme”.
W 2020 wziął udział w 29. sezonie programu Dancing with the Stars, gdzie w parze z Sharną Burgess zajął czwarte miejsce.

## Życie prywatne
19 marca 2007 udał się na odwyk z powodu nadużywania alkoholu. W listopadzie 2008 był gospodarzem World Music Award w Monako, gdzie podczas after party po ceremonii spadł z balkonu na drugim piętrze z wysokości trzydziestu stóp na ziemię; złamał kość strzałkową, ale uniknął poważniejszego urazu.

## Filmografia

### Filmy
- 2006: John Tucker musi odejść (John Tucker Must Die) jako John Tucker
- 2008: Na samo dno (Loaded) jako Tristan Price
- 2008: Insanitarium jako Jack
- 2008: Po drugiej stronie (The Other End of the Line) jako Granger Woodruff
- 2009: Ponad wszelką wątpliwość (Beyond a Reasonable Doubt) jako C.J. Nichols
- 2015: Znów cię kocham (A Country Wedding) jako Bradley / gwiazdor muzyki country
- 2016: Destined jako Oficer Holder / Dylan Holder
- 2016: Bóg nie umarł 2 (God’s Not Dead 2) jako Tom Endler, adwokat Grace Wesley
- 2016: Zmartwychwstanie: Etap końcowy (Dead Rising: Endgame) jako Chase Carter
- 2018: The Ninth Passenger jako Brady
- 2018: Plan ucieczki 2: Hades (Escape Plan 2: Hades) jako Luke Graves
- 2020: In Stranger Company jako Richie Howell
- 2020: Plan ocalenia (Hard Kill) jako Derek Miller
- 2021: Forteca (Fortress) jako Paul Michaels
- 2022: Forteca 2 (Fortress: Sniper’s Eye) jako Paul Michaels
- 2022: Królowa Manhattanu (Queen of Manhattan) jako Carley
- 2023: Divine Influencer jako Andrew Geller
- 2023: Z bożą pomocą (On a Wing and a Prayer) jako Kari Sorenson
- 2024: Clear Cut jako Eli

### Filmy TV
- 2003: 44 minuty: Strzelanina w północnym Hollywood (44 Minutes: The North Hollywood Shoot-Out, TV) jako Mundurowy
- 2017: Sąsiedzkie Boże Narodzenie (Christmas Next Door) jako Eric Redford
- 2019: Boże Narodzenie pod gwiazdami (Christmas Under the Stars, TV) jako Nick Bellwith
- 2020: A Beautiful Place to Die: A Martha’s Vineyard Mystery jako Jeff Jackson
- 2020: Riddled with Deceit: A Martha’s Vineyard Mystery jako Jeff Jackson
- 2020: Ships in the Night: A Martha’s Vineyard Mystery jako Jeff Jackson
- 2021: Poisoned in Paradise: A Martha’s Vineyard Mystery jako Jeff Jackson
- 2022: Harmonia z serca (Harmony from the Heart) jako dr Blake Williams

### Seriale
- 1999–2004: Passions jako Miguel Lopez-Fitzgerald
- 2003–2004: Tajemnice Smallville (Smallville) jako Van McNulty
- 2004–2006: Gotowe na wszystko (Desperate Housewives) jako John Rowland
- 2010–2011: Chase jako Luke Watson
- 2012–2014: Dallas jako Christopher Ewing
- 2014: Dwie spłukane dziewczyny (2 Broke Girls) jako Sebastian
- 2016–2021: Chesapeake Shores jako Trace Riley
- 2020: A Martha’s Vineyard Mystery jako Jeff Jackson
- 2023: V.C. Andrews’ Dawn jako Ormand Longchamp